# Бертон (Тексас)
Бертон (енгл. Burton) град је у америчкој савезној држави Тексас. По попису становништва из 2010. у њему је живело 300 становника.

## Демографија
Према попису становништва из 2010. у граду је живело 300 становника, што је 59 (16,4%) становника мање него 2000. године.
| Група             | 2000.       | 2010.       |
| Белци             | 241 (67,1%) | 240 (80,0%) |
| Афроамериканци    | 91 (25,3%)  | 50 (16,7%)  |
| Азијати           | 7 (1,9%)    | 1 (0,3%)    |
| Хиспаноамериканци | 12 (3,3%)   | 6 (2,0%)    |
| Укупно            | 359         | 300         |